# Guillem I d'Aumale
Guillem el Gros (cap a 1110 - 20 d'agost de 1179), lord d'Holderness, comte d'Aumale i primer} comte de York, va ser un important baró anglo-normand del regnat tumultuós d'Esteve d'Anglaterra (1135- 1154).

## Començament de carrera
Era el fill d'Esteve d'Aumale († vers 1127), comte d'Aumale, i d'Hawisa de Mortimer, filla de Ralph de Mortimer, lord de Wigmore. Cap a 1130, es va casar amb Cecília Fitzduncan, senyora de Skipton i Copeland, filla de William Fitzduncan i neta de Guillem el Meschin. És possible que hagi tingut anteriorment una dona de qui es diu que l'hauria abandonat per a un altre comte.
Va entrar en possessió del seu heretatge abans de 1129, i utilitza potser ja el títol de comte d'Aumale. Va heretar possessions normandes del seu pare a l'est del ducat, i de les vastes possessions angleses dels comtes d'Aumale, que comprenien entre altres la península d'Holderness en el Yorkshire oriental.

## Sota el regnat d'Esteve
Fou un entusiasta i precoç adherent a la causa d'Esteve d'Anglaterra amb qui tenia un avantpassat comú, el comte Eudes II de Blois († 1037). El va servir en el moment de les seves campanyes al nord contra les tropes escoceses del rei David I d'Escòcia, i el rei li va confiar la ciutat de York. El 22 d'agost de 1138, fou un dels capitans victoriosos a la Batalla de l'Estendard, durant la qual l'exèrcit invasor escocès fou derrotat. En recompensa, el desembre de 1138, Esteve el va crear comte de York. Poc després, sembla que el rei el considerava com l'administrador suprem del Yorkshire.
Fou llavors un dels principals barons del regne. Utilitza la seva posició per posar la mà sobre la majoria dels dominis reials del comtat. A Scarborough, va fer construir un port així com un edifici castral en les alçades rocoses que dominen la ciutat. Això li va permetre assegurar alguns ports sobre la costa est, i així va poder desenvolupar una xarxa comercial marítima. Per consolidar el seu poder al comtat, va utilitzar els seus recursos en terres per atreure barons menors tals com Eustache Fitzjohn, Robert de Stuteville, i Guillaume Fossard, en els ridings nord i est del Yorkshire.
Cap a 1140 va entrar en conflicte amb el seu veí Alan el Negre, el comte de Richmond, entre altres per El control de les possessions de Gilbert de Gant durant la seva minoria. El comte de Richmond el va desallotjar del castell de Galclint (Yorkshire). Sempre el 1140, Guillem el Gros va intentar obtenir la seu episcopal vacant de York per al seu besnebot Waltheof, que era prior de Kirkham, però Esteve es va negar probablement, ja que era el gendre del seu adversari David I d'Escòcia. Guillem va sostenir llavors a Guillaume Fitzherbert, el candidat del rei. Serà més tard acusat d'haver ordenat al capítol de York d'escollir FitzHerbert en nom del rei.
El 2 de febrer de 1141 va participar en la batalla de Lincoln del costat de les forces reials d'Esteve. En el transcurs d'aquest esdeveniment important de la guerra civil per al tron d'Anglaterra, va fugir en desbandada del camp de batalla, deixant així que el rei fos capturat. Durant l'empresonament d'Esteve, va restar al seu bàndol, i després del seu alliberament el novembre de 1141, va passar el Nadal amb ell a Canterbury.
El seu conflicte amb el comte de Richmond es va reprendre el 1142, i Esteve va haver d'anar al Yorkshire per impedir una guerra oberta entre els dos barons, els dos partidaris seus. El 1143 fou llavors hostilitzat per Gilbert de Gant i Ranulf de Gernon, el quart comte de Chester. Gilbert de Gant es va apoderar de les seves terres al Lincolnshire, del castell de Castle Bytham, i va matar el seu germà. En represàlia, Guillem el Gros va destruir el castell principal de Gilbert de Gant a Hunmanby amb l'ajuda d'Eustaqui Fitzjohn. Es va apoderar del priorat de Bridlington, fundat per Gilbert de Gant, i el va fortificar després d'haver-ne fet fora els monjos. Més tard va fer penitència per a aquest acte fent donació de terres al priorat. Cap a 1145, la seva germana Agnès es va casar amb el fill de Guillem de Roumare, el comte de Lincoln i germanastre del comte de Chester.
Fou excomunicat per Enric Murdac, el nou arquebisbe de York després de la deposició de Guillem FitzHerbert, per haver-li impedit l'entrada a York. Sembla haver-se reconciliat amb ell a començaments de 1151. Cap a 1149, Gilbert de Gant fou nomenat comte de Lincoln en competència amb Guillem de Roumare. Guillem el Gros va sostenir probablement els seus dos nous parents, els comtes de Chester i Lincoln, en el conflicte que els oposa a Gilbert de Gant. El desembre de 1153, fou testimoni del Tractat de Wallingford entre Esteve d'Anglaterra i Enric Plantagenet, el duc de Normandia, que va posar fi a la guerra civil al regne.

## Sota el regnat d'Enric II
A la mort d'Esteve el 1154, Enric Plantagenet va pujar al tron anglès sota el nom d'Enric II d'Anglaterra. Va passar molt temps reduint el poder dels barons del regne, i posar en ordre al seu territori i la seva administració després del període d'anarquia del regnat d'Esteve. El 1155, va anar al Yorkshire i va ordenar a Guillem el Gros tornar els dominis reials dels quals havia agafat el control, així com el castell de Scarborough. Guillem va complir amb reticència, i el castell fou destruït. Va deixar fins i tot d'utilitzar el títol de comte de York. No obstant estava aparentment en bons termes amb el nou rei.
Durant la revolta de 1173-1174 d'Enric II el Jove, el successor designat d'Enric II, fou assetjat al seu castell d'Aumale (est del ducat de Normandia per forces rebels. Fou capturat i es va exigir rescat que es va pagar. Va morir el 20 d'agost de 1179, i fou inhumat a l'abadia de Thornton. La seva filla Hawisa el va succeir.

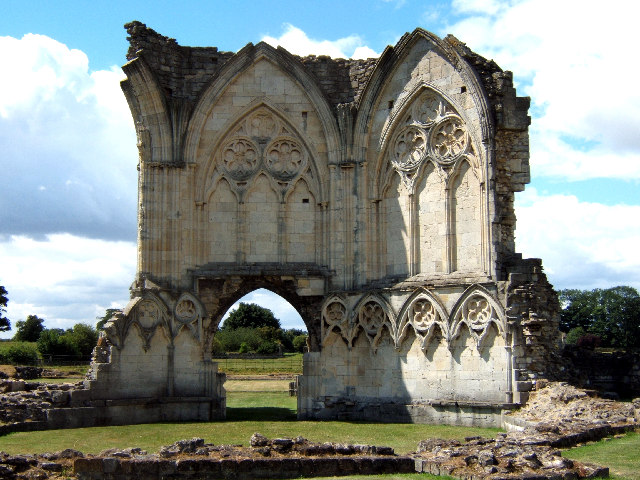
Ruïna de l'abadia de Thornton fundada per Guillem el Gros el 1139

Fou un important benefactor eclesiàstic. Va fundar el priorat de Thornton al Lincolnshire el 1139. Aquest fou més tard una abadia. Fou també el fundador de les abadies de Bytham (Lincolnshire) el 1147, i Meaux al Yorkshire el 1151. Fou el cofundador del priorat de North Ormsby (1148-1154), i va transformar el priorat de Saint-Martin d'Auchy en abadia. Fou també el benefactor de moltes altres cases de religió a Angleterre.

## Reputació
Guillem el Gros és descrit per Paul Dalton com un home enèrgic posseint una gran habilitat militar i un esperit d'empresa extraordinària. Utilitza la seva posició al Yorkshire per estendre el seu domini sobre un vast territori. Guillem de Newburg dirà d'ell que « era més rei al nord de l'Humber que Esteve »;.

## Família i descendència
Vers el 1130, es va casar amb Cecília FitzDuncan, senyora de Skipton i Copeland, filla de William Fitzduncan i neta de Guillem ''el Meschin''. Van tenir com a descendència coneguda: 
- Havisa d'Aumale (O Hawisa) (abans de 1165-1214), qui va succeir al seu pare en totes les seves possessions.

Va tenir potser una altra filla, dita Amícia, i un fill il·legítim dit Jofré.